# Culex moucheti
Culex moucheti är en tvåvingeart som beskrevs av Evans 1923. Culex moucheti ingår i släktet Culex och familjen stickmyggor. Inga underarter finns listade i Catalogue of Life.